# Petrosia davilai
Petrosia davilai är en svampdjursart som först beskrevs av Pedro M. Alcolado 1980.  Petrosia davilai ingår i släktet Petrosia och familjen Petrosiidae.
Artens utbredningsområde är Kuba. Inga underarter finns listade i Catalogue of Life.